# Soviet Soviet
I Soviet Soviet sono un gruppo musicale italiano alternative rock/gothic rock, di ispirazione new wave e post-punk.

## Storia del gruppo
I Soviet Soviet nascono tra Fano e Pesaro nel 2008 e sono formati da Matteo Tegu alla chitarra, Alessandro Ferri alla batteria ed Andrea Giometti al basso e voce. Già nel 2009 autoproducono i loro primi due EP dai titoli No Title  e Soviet Soviet. I due CD ottengono un buon successo di critica, tanto che il gruppo viene recensito anche sul sito inglese Pitchfork.
Nel 2010 pubblicano per l'etichetta franco-inglese Mannequin uno split con i Frank (just Frank), di cui parlerà anche Simon Reynolds nel suo libro Retromania. Musica, cultura pop e la nostra ossessione per il passato, pubblicato in Italia da Isbn Edizioni.
Nel 2011 esce per l'etichetta veronese Tannen Records il loro primo album dal titolo Summer, Jesus. In occasione dell'uscita discografica, sempre nel 2011 l'etichetta veneta pubblica l'edizione digitale di Nice, che racchiude i primi due EP. Summer, Jesus, che vedrà una ristampa nel 2012 su Mannequin, porta al gruppo anche gli inviti a diverse compilazioni, fra cui sono da sottolineare Discipline - A Contemporary Picture of the Obscure Italo Music Movement per la Discipline e DEATH # DISCO Compilation Volume I per la tedesca DEATH # DISCO.
Nel 2013 esce il loro secondo album dal titolo Fate per la Felte.
Nel 2016 pubblicano Endless, sempre per la casa Felte.
Nel 2017 un loro tour promozionale negli Stati Uniti è stato annullato poiché è stato loro negato l'ingresso; gli agenti di frontiera li hanno infatti considerati come "immigrati clandestini".
Nel 2019 pubblicano l'ep Ghost contenente tre B-sides di Endless.

## Formazione

### Formazione attuale
- Matteo Tegu - chitarra (2018 - presente)
- Alessandro Ferri - batteria (2008 - presente)
- Andrea Giometti - voce, basso (2008 - presente)

### Ex componenti
- Alessandro Costantini - chitarra, voce (2008 - 2017)

## Discografia

### Album in studio
- 2011 - Summer, Jesus
- 2011 - Nice
- 2013 - Fate
- 2016 - Endless

### EP
- 2009 - No Title
- 2009 - Soviet Soviet
- 2015 - Together Remix / Ecstasy Remix
- 2019 - Ghost

### Split
- 2010 - Split (con i Frank (just Frank))

### Compilation
- 2011 - Discipline - A Contemporary Picture of the Obscure Italo Music Movement
- 2011 - DEATH # DISCO Compilation Volume I
- 2011 - Top.it 2011
- 2012 - Rockit Vol.39 MI AMI 2012
- 2012 - Con due deca - La prima compilation di cover degli 883
- 2013 - Rockit Vol. 54
- Area 51 Volume 2